# Phrosinella nasuta
Phrosinella nasuta är en tvåvingeart som först beskrevs av Johann Wilhelm Meigen 1824.  Phrosinella nasuta ingår i släktet Phrosinella och familjen köttflugor.
Artens utbredningsområde är Tyskland. Arten är reproducerande i Sverige. Inga underarter finns listade i Catalogue of Life.